# Талышинский, Рашид Рустам оглы
Рашид Рустам оглы Талышинский (Rashid Talishinskiy) — доктор медицинских наук, профессор, специалист в области травматологии и ортопедии, один из создателей концепции травматолого-ортопедической службы в Советском Союзе.

## Биография
Рашид Рустам оглы Талышинский родился 13 сентября 1928 год в г. Баку в семье врача, потомка Талышских ханов. Рашид Талышинский получил разностороннее образование на русском и азербайджанском языках, помимо школьных занятий он занимался с гувернанткой — немкой, благодаря чему свободно владел немецким языком и играл на скрипке.
В 1953 году после окончания Азербайджанского медицинского института приступил к трудовой деятельности в Таджикистане. В 1953—1956 годах работал хирургом в больнице Орджоникидзеабадского района. Администрация района выдала ему лошадь, так как он был единственным хирургом на достаточно большом участке Памирского тракта.
В 1956—1958 годах был ординатором в отделении неотложной хирургии и заведующим отделением травматологии в Бакинской клинической больнице имени Семашко (ныне Клинический медицинский центр). Здесь ему довелось работать под руководством выдающегося хирурга, первого президента Академии наук Азербайджана (1945—1947), академика М. М. Миркасимова.
В качестве ортопеда-травматолога, ученого высокого уровня Рашид Талышинский сформировался в городе Харьков. В 1958 году Р. Р. Талышинский был избран ассистентом кафедры травматологии и ортопедии Украинского государственного института усовершенствования врачей. Здесь он работал под руководством таких признанных корифеев, как академик Академии медицинских наук СССР А. А. Корж и член-корреспондент Академии медицинских наук СССР Н. П. Новаченко.
В 1962 году защитил в Московском центральном институте травматологии и ортопедии кандидатскую диссертацию на тему «Анатомо-хирургическое обоснование чрезплевральных доступов к телам грудных позвонков».
В 1963 году получил учёное звание доцента. На съезде травматологов и ортопедов СССР в Москве в 1962 г. произошла встреча Рашида Талышинского и профессора Лоренца Бёлера (Lorenz Böhler). После обмена мнениями о концепции развития травматологии и ортопедии, профессор Бёлер пригласил Рашида Талышинского работать к себе в Венскую клинику. Но в условиях «железного занавеса» это было невозможно.
Защитив в 1968 году в Московском центральном институте травматологии и ортопедии диссертацию на тему «Гомопластика крупных костных и суставных дефектов», получил учёную степень доктора медицинских наук. С 1969 года Р. Р. Талышинский работал заведующим отделением ортопедии и восстановительной хирургии в Харьковском институте травматологии и ортопедии имени М. И. Ситенко и был главным травматологом Харьковской области. В 1972 году получил учёное звание профессора.
В 1973 году профессор Талышинский вернулся на родину и с 1973 по 1975 годы руководил клиническим отделением в Азербайджанском научно-исследовательском институте фтизиатрии.
С 1975 по 1988 гг. Рашид Талышинский заведовал кафедрой травматологии и ортопедии Азербайджанского государственного института усовершенствования врачей.
Р. Р. Талышинский был корифеем травматологии и ортопедии, хирургом-виртуозом, одним из тех, кто заложил основы хирургии тазовых костей.
Его именем названы хирургические доступы, способ фиксации костей, операции и различные устройства.
Профессор Р. Талышинский был автором первого в мире научного труда о влиянии лазерного излучения на костную ткань. Профессор разработал 3 хирургических доступа — чресплевральный к телам грудных позвонков, к малому вертелу и тазовый при удалении лобковой и седалищной костей, они до сих пор успешно применяются как в ортопедии, так и при ряде вертебрологических и онко-ортопедических операций.
Удлинение ахиллесова сухожилия по Талышинскому получило такое широкое распространение, что ортопеды, используя эту методику, порою не знают имени автора.
Среди его изобретений и открытий — эндопротез крестца, способ фиксации костей, оригинальный способ ахиллотомии, способ лечения опухолей крестца, способ соединения костей, способ пластики костной полости при лечении остеомиелита, способ мышечной пластики костной полости в боковой массе крестца, способ стимуляции остеогенеза, устройство для формирования канала в костной ткани, устройство для введения внутрикостного фиксатора, устройство Талышинского для реабилитации стопы при переломах, аппарат для разработки суставов и многое другое.
Под его руководством были защищены 11 кандидатских и 2 докторские диссертации. Он был автором 144 трудов, в том числе двух монографий — «Хирургические вмешательства на грудных и поясничных позвонках» (Москва, 1968) и «Гомопластика в лечении костных опухолей» (Киев, 1973). В другой же монографии Р. Р. Талышинский был автором главы. Неоднократно возглавлял Научное общество травматологов и ортопедов Азербайджана.
На его научные работы имеются ссылки в трудах М. В. Волкова, Г. А. Илизарова, А. П. Скобина, В. Ф. Трубникова, В. Д. Чаклина, И. А. Мовсовича и других известных ученых.
Р. Р. Талышинский получил 10 авторских свидетельств на изобретения.
Авторские свидетельства профессора Р.Талышинского:
1. Способ лечения опухолей крестца.
2. Способ соединения костей.
3. Способ пластики костной полости при лечении остеомиелита.
4. Эндопротез.
5. Способ мышечной пластики костной полости в боковой массе крестца.
6. Способ стимуляции остеогенеза.
7. Устройство для формирования канала в костной ткани.
8. Устройство для введения внутрикостного фиксатора.
9. Устройство Талышинского Р. Р. и Таптыхлы Д. Х.для реабилитации стопы при переломах.
10. Аппарат для разработки суставов.

Р. Р. Талышинский скончался 14 апреля 1988 года.